# Neonoemacheilus mengdingensis
Neonoemacheilus mengdingensis és una espècie de peix de la família dels balitòrids i de l'ordre dels cipriniformes.

## Hàbitat
És un peix d'aigua dolça, demersal i de clima subtropical.

## Distribució geogràfica
Es troba a Àsia: conca del riu Salween a Yunnan (la Xina).